# Gods of War (Manowar-Album)
Gods of War (englisch für „Götter des Krieges“) ist das zehnte Studioalbum der US-amerikanischen True-Metal-Band Manowar. Das Konzeptalbum wurde in Deutschland am 23. Februar 2007, in Frankreich am 5. März 2007 und im restlichen Europa am 26. März 2007 veröffentlicht.

## Entstehung
Dieses Album sollte ursprünglich ein Jahr früher veröffentlicht werden. Auf Grund eines Motorrad-Unfalls und der daraus resultierenden Handverletzung des Gitarristen Karl Logan wurde die Veröffentlichung und die Tour verschoben.
Die dadurch gewonnene Zeit nutzte Bandchef und Hauptsongwriter Joey DeMaio, um das Konzept des Albums grundlegend zu verändern. Insbesondere recherchierte er die nordische Mythologie intensiv und baute es zu einem Konzeptalbum um. Gods of War soll damit der Auftakt eines Zyklus von insgesamt vier Konzeptalben werden, die sich jeweils mit einem Kriegsgott beschäftigen. In Gods of War ist dies der nordische Gott Odin. Der Zyklus ist eng angelegt an Richard Wagners Ring des Nibelungen.
Das Lied Die for Metal ist ein Bonustrack, da es nicht zum Konzept des Albums gehört. Der Song entstand in Anspielung auf ein kontroverses Interview zwischen Joey DeMaio und dem Rock Hard-Redakteur Götz Kühnemund, an dessen Ende DeMaio verkündete, für den Metal notfalls sterben zu wollen. Die hinter diesem Song steckende Selbstironie der Band gipfelt in der Widmung des Songs im Booklet der CD („We honor those below … Die for Metal: Götz Kühnemund“).

## Titelliste
1. Overture to the Hymn of the Immortal Warriors – 6:19
2. The Ascension – 2:30
3. King of Kings – 4:17
4. Army of the Dead, Part I – 1:58
5. Sleipnir – 5:13
6. Loki God of Fire – 3:49
7. Blood Brothers – 4:54
8. Overture to Odin – 3:41
9. The Blood of Odin – 3:57
10. The Sons of Odin – 6:23
11. Glory Majesty Unity – 4:41
12. Gods of War – 7:25
13. Army of the Dead, Part II – 2:20
14. Odin – 5:26
15. Hymn of the Immortal Warriors – 5:29
16. Die for Metal (Bonus-Track) – 5:16

Alle Titel wurden von Joey DeMaio geschrieben, außer Sleipnir und Die for Metal von Joey DeMaio & Karl Logan.

## Trivia
- Dieses Album erschien als herkömmliches Jewel Case und als Sammler-Edition mit Bonus-DVD, aufgemacht als Buch in einem Metall-Schuber.
- Der Text im Booklet beider erhältlichen Editionen des Albums ist komplett in Runen geschrieben, wobei die lateinischen Buchstaben der englischen Sprache ins Futhark übertragen wurden. Eine Version in lateinischer Schrift kann über die Homepage der Band heruntergeladen werden.[4]

## EP
Dem Album wurde eine EP namens The Sons of Odin vorangestellt. Sie erschien bereits 2006 und enthält alternative und Live-Versionen der Songs vom Album. Die EP erschien zusätzlich noch in der Immortal Edition mit einer zusätzlichen DVD.
1. The Sons of Odin – 6:22
2. Gods of War – 7:49
3. Odin (Orchestral Version) – 3:43
4. The Ascension (Live auf dem Earthshaker-Festival 2005) – 2:49
5. King of Kings (Live auf dem Earthshaker-Festival 2005) – 4:21

## Rezeption
Das Album wurde von großen Teilen der Metalpresse negativ beurteilt. Vorgeworfen wurde der Band der Hörspiel-Charakter des Albums, Fan-Abzocke und Einfallslosigkeit.
Das Album stieg in Deutschland auf Position 2 in die Charts ein.